# Distretto municipale di Mamprusi Ovest
Il distretto municipale di Mamprusi Ovest (ufficialmente West Mamprusi Municipal District, in inglese) è un distretto della regione Settentrionale del Ghana.